# Haarnasenwombats
Die Haarnasenwombats (Lasiorhinus) sind eine Gattung aus der Beutelsäugerfamilie der Wombats (Vombatidae). Vom Nacktnasenwombat unterscheiden sie sich neben der namensgebenden Behaarung der Schnauze unter anderem in der Form der Ohren, die bei dieser Gattung lang und zugespitzt sind. Auch haben sie ein weiches, als seidig beschriebenes Fell.
Die Gattung wird in zwei Arten unterteilt:
- der stark vom Aussterben bedrohte Nördliche Haarnasenwombat (L. krefftii)
- und der in Südaustralien lebende Südliche Haarnasenwombat (L. latifrons).

Der wissenschaftliche Name ist aus den altgriechischen Worten lasios (haarig) und rhis (Nase) zusammengesetzt.